# Рю Хёён
Рю Хёён (кор. 류효영, Ryu Hyo-young; род. 22 апреля 1993, Кванджу) — южнокорейская актриса. Была участницей южнокорейских групп Coed School и F-ve Dolls.

## Ранний период жизни
Родилась 22 апреля 1993 года в Кванджу, Республика Корея. Имеет сестру-близнеца Рю Хваён, бывшую участницу группы T-ara.

## Карьера
В 2010 году получила роль в подростковой драме канала KBS «Рыба в джунглях 2». В 2011 году присоединилась к группе F-ve Dolls. В том же году снялась в романтической комедии канала MBC «Величайшая любовь», сыграв роль популярной певицы.
В октябре 2012 года получила роль в сериале «Школа 2013» канала KBS. Затем снялась в драме «12 лет обещаний» и в 100-серийной драме «Семейная тайна».
10 марта 2015 года MBK Entertainment подтвердили, что F-ve Dolls решили прекратить совместные выступления. В августе 2015 года, после расформирования F-ve Dolls, стало известно, что она попросила расторгнуть свой контракт с MBK Entertainment.
В марте 2016 года было подтверждено, что ее просьба о расторжении контракта с MBK Entertainment была удовлетворена. Позже, в августе 2017 года, подписала эксклюзивный контракт с Y Team Company. В том же году получила главную роль в ежедневной драме «Золотой мешочек».
В 2018 году получила роль в историческом сериале «Великий принц». Финал сериала получил рейтинг 5,6 %, став самым рейтинговым сериалом TV Chosun с момента создания канала в 2011 году.
Получила главную женскую роль в сериале «Будь едой» под новым сценическим псевдонимом Чон У Ён.

## Личная жизнь
В 2017 году бывший сотрудник T-ara заявил, что Рю и её сестра были в центре скандала, разразившемся в группе в 2012 году. В репортажах была фотография предполагаемого текстового разговора между Рю и Арым, ещё одной участницей T-ara, в котором Рю угрожала ей: «Я расцарапаю твое лицо, чтобы тебя стало нельзя показывать по телевизору» и «Глупая сука. Появись передо мной, посмотрим, что произойдет». После этого зрители потребовали, чтобы Рю ушла из сериала «Золотой мешочек».